# Kuraszowka
Kuraszowka (ros. Курашовка) – wieś (ros. деревня, trb. dieriewnia) w zachodniej Rosji, w sielsowiecie rusanowskim rejonu fatieżskiego w obwodzie kurskim.

## Geografia
Miejscowość położona jest w dorzeczu Usoży (lewy dopływ Swapy w dorzeczu Sejmu), 4,5 km od centrum administracyjnego sielsowietu (Basowka), 5,5 km na zachód od centrum administracyjnego rejonu (Fatież), 48 km na północny zachód od Kurska, 3,5 km od drogi magistralnej (federalnego znaczenia) M2 «Krym» (część trasy europejskiej E105).
We wsi znajduje się 5 posesji.
Klimat
Miejscowość, jak i cały rejon, znajduje się w strefie klimatu kontynentalnego z łagodnym ciepłym latem i równomiernie rozłożonymi opadami rocznymi (Dfb w klasyfikacji klimatów Köppena).

## Demografia
W 2010 r. wieś nie była zamieszkana.